# Округ Борден (Тексас)
Округ Борден (енгл. Borden County) је округ у америчкој савезној држави Тексас. По попису из 2010. године број становника је 641.

## Демографија
Према попису становништва из 2010. у округу је живело 641 становника, што је 88 (12,1%) становника мање него 2000. године.
| Група             | 2000.       | 2010.       |
| Белци             | 624 (85,6%) | 539 (84,1%) |
| Афроамериканци    | 1 (0,1%)    | 0 (0,0%)    |
| Азијати           | 0 (0,0%)    | 1 (0,2%)    |
| Хиспаноамериканци | 87 (11,9%)  | 95 (14,8%)  |
| Укупно            | 729         | 641         |